# غاشبر فيدمار
غاشبر فيدمار (بالسلوفينية: Gašper Vidmar)‏ مواليد 14 سبتمبر 1987 في ليوبليانا، جمهورية يوغوسلافيا الاشتراكية الاتحادية، هو لاعب كرة سلة سلوفيني. بدأ مسيرته الاحترافية في سنة 2003. يلعب مع فريق بانفيت لكرة السلة كلاعب وسط. يحمل الرقم 14. يبلغ طوله 6 قدم 11 بوصة (2.1 م).

## المسيرة الاحترافية
لعب مع فنربخشة لكرة السلة في الدوري التركي من سنة 2007 إلى 2014، ثم لعب مع نادي داروشافاكا لكرة السلة في موسم 2014–2015، ثم لعب مع بانفيت لكرة السلة في الدوري التركي في سنة 2015.

## روابط خارجية
- غاشبر فيدمار على موقع الاتحاد الدولي لكرة السلة (الإنجليزية)
- غاشبر فيدمار على موقع الدوري الأوروبي لكرة السلة (الإنجليزية)
- غاشبر فيدمار على موقع كرة السلة الأوروبية.كوم (الإنجليزية)
- غاشبر فيدمار على موقع ريلجم (الإنجليزية)
- غاشبر فيدمار على موقع بروبوليرز (الإنجليزية)
- غاشبر فيدمار على موقع سبورتس رفرنس (الإنجليزية)